# Cetorhinicola acanthocapax
Cetorhinicola acanthocapax is een lintworm (Platyhelminthes; Cestoda). De worm is tweeslachtig. De soort leeft als parasiet in andere dieren.
Het geslacht Cetorhinicola, waarin de lintworm wordt geplaatst, wordt tot de familie Rhinoptericolidae gerekend. De wetenschappelijke naam van de soort werd voor het eerst geldig gepubliceerd in 1988 door Beveridge & Campbell.